# Allée de l'Église-Bonnefoy
Place du Chanoine-Philippe-Ravary • Rue du Chanoine-Casimir-Barthas
L'allée de l'Église-Bonnefoy, la place du Chanoine-Philippe-Ravary et la rue du Chanoine-Casimir-Barthas sont trois voies de Toulouse, chef-lieu de la région Occitanie, dans le Midi de la France.

## Situation et accès

### Description
L'allée de l'Église-Bonnefoy, la place du Chanoine-Philippe-Ravary et la rue du Chanoine-Casimir-Barthas sont des voies publiques. Elles se trouvent au cœur du quartier Bonnefoy.
Dans l'allée de l'Église-Bonnefoy, la chaussée compte, une seule voie de circulation automobile à double-sens. Il existe également une bande cyclable du côté des numéros impairs, dans le sens « descendant ». La place du Chanoine-Philippe-Ravary est quant à elle traitée comme un rond-point et il n'existe qu'une seule voie de circulation automobile à sens unique, dans le sens anti-horaire. Enfin, la rue du Chanoine-Casimir-Barthas ne compte également qu'une seule voie de circulation automobile à sens unique, de la place du Chanoine-Philippe-Ravary vers la rue Albert-Sorel. Il n'existe ni bande, ni piste cyclable, quoiqu'elle soit à double-sens cyclable.

### Voies rencontrées
L'allée de l'Église-Bonnefoy, la place du Chanoine-Philippe-Ravary et la rue du Chanoine-Casimir-Barthas rencontrent les voies suivantes, d'ouest en est, dans l'ordre des numéros croissants (« g » indique que la rue se situe à gauche, « d » à droite) :
1. Rue du Faubourg-Bonnefoy
2. Rue Albert-Sorel

## Odonymie
L'allée de l'Église-Bonnefoy tient naturellement son nom de ce qu'elle aboutit à l'église de l'Immaculée-Conception, église paroissiale de Bonnefoy, élevée entre 1861 et 1898 pour desservir la population de ce faubourg en plein développement au cours du XIXe siècle.
Elle fut d'abord une impasse et ce n'est qu'en 1981 que, à la suite du réaménagement des voies autour de l'église, qu'elle fut dénommée allée de l'Église-Bonnefoy. D'ailleurs, la même année, la petite place qui faisait face à l'église prit le nom du chanoine Philippe Ravary (1820-1899), premier curé de la paroisse de Bonnefoy, qui s'occupa de l'édification de l'église et promut le dogme de l'Immaculée conception, encouragé par le pape Pie IX depuis 1854. De même, le chemin qui reliait la place à la rue Albert-Sorel devint la rue du Chanoine-Casimir-Barthas, en hommage à Casimir Barthas (1884-1973), également curé de la paroisse de l'Immaculée-Conception, mais aussi écrivain, directeur de la Croix du Midi – journal catholique toulousain – et des Éditions de Fatima – une maison d'édition catholique.

## Patrimoine et lieux d'intérêt

### Édifices religieux
- Église de l'Immaculée-Conception.

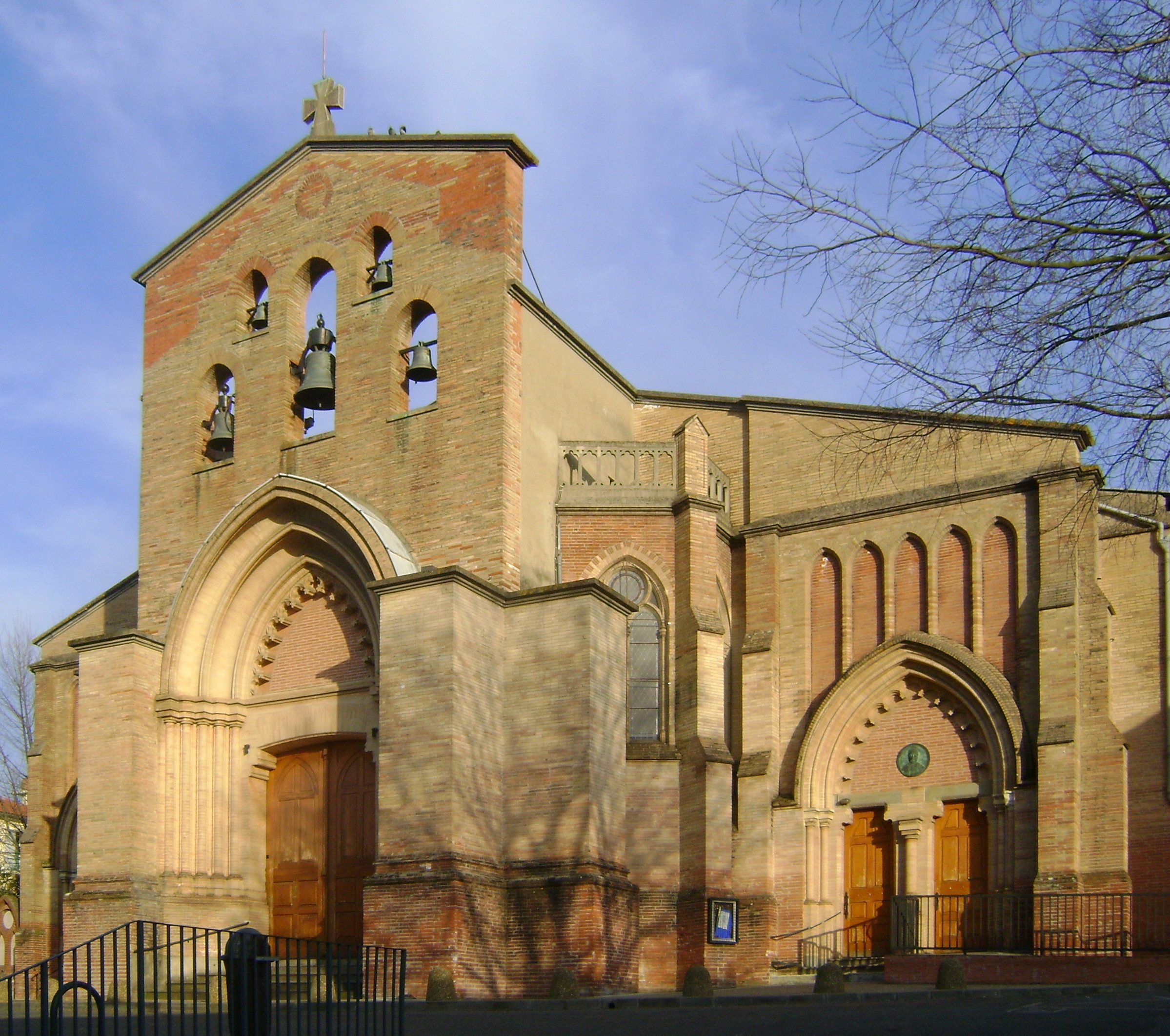
La façade occidentale de l'église de l'Immaculée-Conception.

L'église de l'Immaculée-Conception est édifiée après la création de la paroisse de Bonnefoy, accordée par l'archevêque de Toulouse, Jean-Marie Mioland, en 1857, sous l'impulsion de son premier curé, Philippe Ravary. La paroisse, d'abord placée sous l'invocation de sainte Foy d'Agen, est finalement consacrée à l'Immaculée Conception : c'est sous ce nom que se serait fait connaître la Vierge lors de l'une de ses apparitions, le 15 mars 1858, à Bernadette Soubirous, à Lourdes. Ainsi s'établit un lien entre la paroisse toulousaine et le pèlerinage de Lourdes.
Le curé Philippe Ravary décide de financer la construction de la nouvelle église, avec l'aide des paroissiens, mais sans le soutien financier de la commune. Les plans, donnés en 1861, sont dressés par l'architecte Joseph Raynaud. Les terrains sont donnés par les frères Roquelaine, demi-frères de Philippe Ravary. Une église provisoire, construite en 1858 pour accueillir les fidèles, est démolie en 1898 lors de l'achèvement des travaux. Cependant, l'édifice n'est jamais achevé selon les plans originaux. Un orgue réalisé par Jean-Baptiste Pujet est installé dans l'église en 1875. Les vitraux de l'église, signés par Henri Gesta, sont installés en 1926. Les grilles du chœur sont dues au ferronnier Fernand Olié. Finalement, en 1930, l'édifice inachevé est remanié par l'architecte Auguste Caillebat, qui élève le clocher et achève les façades. L'église est décorée de peintures murales réalisée par les peintres Fernand Augier et Jean Ningres. Les chapiteaux et les frises sont exécutés en 1945 par Jean Estrade.

- Presbytère.
Le presbytère, également construit dans la deuxième moitié du XIXe siècle, s'élève au nord de la place du Chanoine-Philippe-Ravary (actuel no 1). Il abrite également les bureaux de la communauté de la Croix Glorieuse, qui anime la paroisse de l'Immaculée-Conception. Le bâtiment, d'un style éclectique où prédomine le néo-gothique, est bâti en brique claire et construit perpendiculairement à l'allée de l'Église-Bonnefoy. La façade sud, qui ouvre sur un jardin, s'élève sur trois niveaux et se développe sur sept travées. Elles sont, au rez-de-chaussée et au 1er étage, percées de larges fenêtres rectangulaires mises en valeur par un encadrement de moulures gothiques. Dans la travée centrale s'ouvre la porte d'entrée, surmontée d'une accolade qui se termine par un chou frisé, tandis que le 2e étage de combles est éclairé par une grande fenêtre en arc brisé, composée de deux lancettes surmontées d'un oculus. Devant, une console feuillagée supporte une statue de Joseph, tenant d'une main une croix et de l'autre Jésus enfant. L'élévation du bâtiment est couronnée par une corniche moulurée[1].

- Grotte de Lourdes.
La grotte de Lourdes est un ensemble sculpté, installé dans le jardin du presbytère, aménagé en 1949, abritant une reconstitution de la grotte de Lourdes.

- Couvent des sœurs de Saint-Vincent de Paul.

### Œuvres publiques

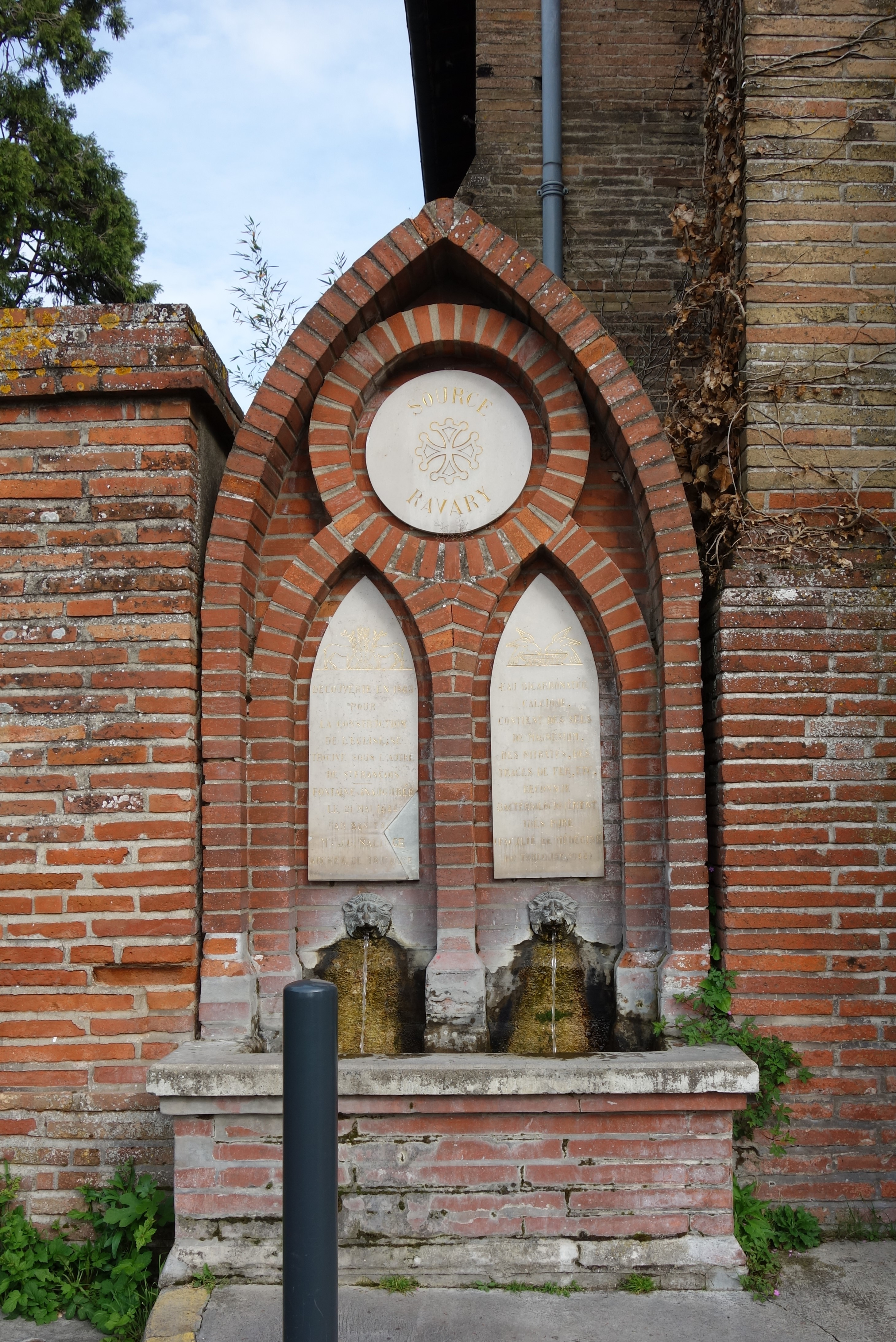
La fontaine Ravary.

- fontaine Ravary.
En 1863, lors des travaux de l'église de l'Immaculée-Conception, les ouvriers creusent un puits et découvrent de l'eau. Elle est d'abord captée et distribuée dans la ville. En 1944, l'architecte Augustin Callebat est chargé de la construction d'un petit édicule, bâti en brique, contre la façade de l'église, entre un contrefort et un pilier du portail. Elle reprend le modèle des fenêtres de style gothique, à double lancette et oculus central. Deux têtes de lion en bronze jettent l'eau dans un bassin maçonné en brique[2].

- Apparition de la Vierge.
L'apparition de la Vierge est un ensemble sculpté installé au nord de la place du Chanoine-Philippe-Ravary. Il est composé de cinq sculptures en terre cuite figurant l'apparition de Marie.